# Bukpyeong-myeon, Haenam-gun
Bukpyeong-myeon (koreanska: 북평면) är en socken i Sydkorea. Den ligger i kommunen Haenam-gun i provinsen Södra Jeolla, i den södra delen av landet, 350 km söder om huvudstaden Seoul.